# Bravo-Jahrescharts 1981
Die Jugendzeitschrift Bravo erscheint seit 1956 und enthält in jeder Wochenausgabe eine Hitliste, die von den Lesern gewählt wurde. Zum Jahresende wird eine Jahreshitliste erstellt, die Bravo-Jahrescharts. Seit 1960 wählen die Bravo-Leser zudem ihre beliebtesten Gesangsstars und dekorieren sie mit dem Bravo Otto.

## Bravo-Jahrescharts 1981
1. Fade to Grey – Visage – 408 Punkte
2. Super Trouper – ABBA – 380 Punkte
3. You Drive Me Crazy – Shakin’ Stevens – 367 Punkte
4. Kids in America – Kim Wilde – 339 Punkte
5. Woman – John Lennon – 317 Punkte
6. Angel of Mine – Frank Duval – 313 Punkte
7. Stars on 45 – Stars on 45 – 307 Punkte
8. Bette Davis Eyes – Kim Carnes – 295 Punkte
9. Eloise – The Teens – 293 Punkte
10. In the Air Tonight – Phil Collins – 290 Punkte

## Bravo-Otto-Wahl 1981

### Pop-Gruppe
1. Goldener Otto: Adam & The Ants
2. Silberner Otto: The Teens
3. Bronzener Otto: ABBA

### Sänger
1. Goldener Otto: Shakin’ Stevens
2. Silberner Otto: Roland Kaiser
3. Bronzener Otto: Marius Müller-Westernhagen

### Sängerinnen
1. Goldener Otto: Kim Wilde
2. Silberner Otto: Olivia Newton-John
3. Bronzener Otto: Helen Schneider